# LSM6
LSM6 (англ. LSM6 homolog, U6 small nuclear RNA and mRNA degradation associated) – білок, який кодується однойменним геном, розташованим у людей на короткому плечі 4-ї хромосоми.  Довжина поліпептидного ланцюга білка становить 80 амінокислот, а молекулярна маса — 9 128.
| 10         |  | 20         |  | 30         |  | 40         |  | 50         |
| ---------- |  | ---------- |  | ---------- |  | ---------- |  | ---------- |
| MSLRKQTPSD |  | FLKQIIGRPV |  | VVKLNSGVDY |  | RGVLACLDGY |  | MNIALEQTEE |
| YVNGQLKNKY |  | GDAFIRGNNV |  | LYISTQKRRM |  |            |  |            |

A: Аланін

C: Цистеїн

D: Аспарагінова кислота

E: Глутамінова кислота

F: Фенілаланін

G: Гліцин

I: Ізолейцин

K: Лізин

L: Лейцин

M: Метіонін

N: Аспарагін

P: Пролін

Q: Глутамін

R: Аргінін

S: Серин

T: Треонін

V: Валін

Кодований геном білок за функцією належить до рибонуклеопротеїнів. 
Задіяний у таких біологічних процесах як процесінг мРНК, сплайсінг мРНК, процесинг рРНК, процесинг тРНК, ацетиляція. 
Білок має сайт для зв'язування з РНК. 
Локалізований у цитоплазмі, ядрі.